# João Pedro Carvalho de Morais
João Pedro Carvalho de Morais (Rio de Janeiro, 28 de maio de 1831 — 14 de novembro de 1878) foi um político brasileiro.

## Biografia
Filho do Dr. Pedro Carvalho de Morais e de Maria Amália Nascentes de Azambuja.
Estudou humanidades na Bélgica, uma vez que seu pai era diplomata. Chegando ao Brasil, formou-se pela Faculdade de Direito de São Paulo em 1853.
Em 1871, foi secretário de missão para concluir o tratado de paz entre o Brasil e Paraguai. Foi presidente da província do Rio Grande do Sul, nomeado por carta imperial de 25 de outubro de 1872, de 1º de dezembro de 1872 a 11 de março de 1875, e da província de Pernambuco, de 10 de maio de 1875 a 1º de maio de 1876.
Recebeu as seguintes comendas: da Imperial Ordem da Rosa, no grau de Dignitário; no grau de Comendador, da ordem espanhola de Carlos III e da ordem belga de São Leopoldo; no grau de cavaleiro, da ordem italiana de São Maurício e São Lázaro.